# Děvečka (opera)
Děvečka (v ukrajinském originále Наймичка) je opera o třech dějstvích a pěti obrazech ukrajinského skladatele Mychajla Ivanovyče Verykivského. Libreto napsal ukrajinský básník Kosť Herasymenko (1907–1942) na námět stejnojmenné povídky Tarase Ševčenka. Operu nastudovalo poprvé kyjevské operní divadlo (Státní akademické divadlo opery a baletu USSR) v době druhé světové války a uvedlo ji ve svém evakuačním působišti v Irkutsku 15. listopadu 1943.

## Vznik, charakteristika a historie opery
Verykivskyj napsal před Děvečkou dvě opery: komickou Nebeské činy (1931) a rozsáhlejší operu Setník na námět z díla Tarase Ševčenka, poprvé provedenou roku 1939. Vedle toho získal v průběhu 20. a 30. let bohaté zkušenosti jako sbormistr, operní dirigent, autor hudby k filmům a divadelním hrám i tvůrce prvního ukrajinského baletu Pan Kaňovskyj (1930). I k Děvečce, podobně jako k Setníkovi, bylo vnějším podnětem Ševčenkovo jubileum roku 1939. Skladatel si koncipoval libreto zprvu sám, ale v jeho koncepci bylo nutné doplnit druhý obraz, ve kterém se hlavní hrdinka z lásky ke svému nepřiznanému synovi přihlásí do služby k jeho osvojitelům jako děvečka – v Ševčenkově díle je tato skutečnost jen zmíněna. Verykivskyj se proto obrátil na svého zetě, básníka Kostě Herasymenka, který mu pak upravil celé libreto. Verykivskyj před vypuknutím války dokončil klavírní operu v klavírním výtahu a předložil ji kyjevskému divadlu, ale válka učinila nastudování nemožným a skladatel operu odložil. Druhou světovou válku trávil v evakuaci v Ufě, když se kyjevské operní divadlo, působící tehdy v Irkutsku, rozhodlo Děvečku přece jen uvést (i díky inscenační nenáročnosti). Verykivskyj dílo rychle instrumentoval a účastnil se jejího nastudování.
Irkutská premiéra Děvečky na sklonku roku 1943 byla nejvýznamnějším počinem kyjevského divadla v době jeho válečné evakuace. Dirigentem byl Veniamin Tolba, režisérem Volodymyr Manzij a scénu navrhl Oleksandr Chvostenko-Chvostov. K úspěchu díla přispěla velice první představitelka titulní hrdinky, legendární Marija Ivanivna Lytvynenko-Wohlgemut, která dojímala diváky k slzám. Jejímu pojetí hrdinky jako silné osobnosti kontrastovalo měkčí, lyričtější pojetí alternující Zoji Mychajlivny Hajdaj. Jejího syna Marka hrál Viktor Petrovyč Boryščenko, jeho adoptivní rodiče Trochyma a Nasťu Ivan Serhijovyč Patoržynskyj, další z legend ukrajinské opery, a O. Symeonova, Markovu snoubenku Katrju zpívala N. Kotyševa.
Verykivského Děvečka si získala okamžitou oblibu. Klasický ševčenkovský námět ji uchránil od ideologického znetvoření a pro diváky byl lyrický a dojemný (až sentimentální) námět ve spojení s hojným využitím lidových nápěvů (například písně Oj, u poli ta tuman, dymno, jejíž melodie tvoří hlavní téma předehry) atraktivní protiváhou hrdinských témat, jež ve stalinském období převládala. Námětově navazuje na oblíbenou operu Kataryna Mykoly Arkase, se kterou Děvečku vedle námětu na báseň Tarase Ševčenka spojuje koncentrace na hlavní ženskou hrdinku, téma chudoby a osudu svobodných matek, vážný děj a sklon k sentimentalitě, ale také bohaté využití folklóru k charakterizaci vesnického prostředí. Z hudebního hlediska byl však Verykivskému vzorem spíše významný skladatel a folklorista Mykola Leontovyč (Verykivskyj byl dlouholetým předsedou Leontovyčovy společnosti).
Kyjevské divadlo se v roce 1944 přesouvalo v týlu fronty a hrálo Děvečku na různých místech. Na podzim 1944 se navrátilo do svého působiště a představením Děvečky 28. října zahájilo svou první sezónu po návratu. Opera se stala jednou z nejoblíbenějších v jeho repertoáru těchto let a brzy ji převzala i další divadla. Již v květnu 1945 ji uvedlo operní divadlo v Charkově jako druhou inscenaci po znovuotevření po Ivanu Susaninovi (dirigent V. Piradov, režie V. Budnevyč, scéna I. Nazarov). Ve Lvově ji inscenovali dirigent M. Brahinskyj, režisér V. Manzij a scénograf P. Jeršov.
Do doněckého divadla Děvečka dorazila až roku 1961, při příležitosti Ševčenkova jubilea. Skladatel pro tuto příležitost v letech 1959–1960 své dílo revidoval. Dirigoval K. Abdullajev, režii měl K. Cimbal a scénu navrhl B. Kupenko. Na doněcké premiéře 10. března 1961 byl přítomen i Verykivskyj, který následujícího roku zemřel. Nedožil se tedy již filmového zpracování své opery, které roku 1963 natočil režisér Serhij Lyseckyj.
Nová inscenace v kyjevském operním divadle byla nastudována v roce 1984. Sté výročí skladatelova narození roku 1996 divadlo oslavilo jen koncertním provedením.
Roku 1967 vydalo nakladatelství Muzyčna Ukrajina klavírní výtah opery.

## Děj opery
(1. obraz) Chudá dívka Hanna byla svedena a opuštěna vojákem. Aby unikla hanbě, prodává své malé dítě staršímu, zámožnému a bezdětnému selskému páru, Trochymovi a Nastě.
(2. obraz) Hanna se vrátila ke své rodině, cítí se v ní však sama a zoufale touží po svém dítěti, synu Markovi.
(3. obraz) Marko dorostl a chystá se ženit. Hanna, aby mu byla nablízku, se dala najmout jako děvečka na statek Markových osvojitelů.
(4. obraz) Marko slaví svatbu s Katrjou. Hanna prožívá chvíle největšího štěstí, ale také lítosti, že se ke svému synovi nemůže přiznat.
(5. obraz) Teprve v hodině smrti Hanna Markovi prozrazuje, že je jejím synem. Když ji Marko poprvé osloví „maminko“, již jej Hanna neslyší.